# Підволочиськ (гміна)
Гміна Підволочиськ  (пол. Gmina Podwołoczyska)— колишня сільська гміна у Скалатському повіті Тернопільського воєводства Другої Речі Посполитої. Адміністративним центром гміни було місто Підволочиськ, яке не входило до складу гміни, а утворювало окрему міську гміну.
Гміна утворена 1 серпня 1934 року на підставі нового закону про самоуправління (23 березня 1933 року).
Площа гміни — 67,31 км²

Кількість житлових будинків — 1578

Кількість мешканців — 7728
Гміну створено на основі попередніх гмін: Дорофіївка, Коршилівка, Мислова, Росохуватець, Староміщина, Супранівка, Заднишівка (в радянський час село приєднано до Підволочиська).